# غلام رضا روحاني
غُلام رضا روحاني المتخلص بـ«أجِنِّة» (اسم جمع لكلمة جن بالفارسية العامية) (12 مايو 1897 - 30 أغسطس 1985) أديب وشاعر إيراني اشتهر بالهجاء والفكاهيات وله أبياتاً سائرة في العامية الفارسية التي يضرب بها المثل. 

## حياته
ولد غلام رضا بن شكر الله روحاني يوم 12 مايو 1897/ 10 ذو الحجة 1314 في مشهد (أو يقال طهران) وتعلم في طهران حتى المدرسة المتوسطة لكنه لم يتخرج رسميا. اشتغل في الوزارة المالية. بدأ ينشر قصائده في مختلف الصحف من سن الثانية والعشرين. أصبح عضوا في الرابطة الأدبية الإيرانية عام 1921. تعاون من مسرحيون واشتهر بشعره الفكاهي. وفي عام 1934 نشرت أول مجموعة شعرية له.

اعتمد على الكلمات والتعابير والأمثال من الحياة اليومية ومع الفكاهة، هو يتحدث عن الظروف الاجتماعية في عصره ويعاني من الألم الذي يعاني منه الشعب.
كان عضوا ناشطا في العديد من الجمعيات الأدبية. وقد توفي غلام رضا روحاني في طهران يوم 30 أغسطس 1985.